# Li Kche-žan
Li Kche-žan (李可染 23. července 1907 Sü-čou – 5. prosince 1989 Peking) byl čínský malíř.
Pocházel z chudé rodiny, jeho otec byl nádeník a později rybář. Roku 1923 odešel Li Kche-žan studovat na umělecké škole do Šanghaje, roku 1929 přešel na státní uměleckou akademii v Chang-čou, kde se seznámil se západním malířstvím. Populární jsou zejména jeho obrazy vodních buvolů, jež vnímal jako symboly pokoření Číny, které v sobě spojují podrobenost a sílu. Je také považován za novátora v oblasti čínské krajinomalby.